# Мошенське (Новгородська область)
Мошенське (рос. Мошенское) — село в Мошенському районі Новгородської області Російської Федерації.
Населення становить 2065 осіб. Входить до складу муніципального утворення Мошенське сільське поселення.

## Історія
Від 2004 року входить до складу муніципального утворення Мошенське сільське поселення.

## Населення
| 1959  | 1970  | 1979  | 1989  | 2002  | 2010  | 2012  |
| ----- | ----- | ----- | ----- | ----- | ----- | ----- |
| 1985  | ↗2055 | ↗2391 | ↗3000 | ↘2760 | ↘2505 | ↘2390 |
| 2013  | 2014  | 2015  | 2016  | 2018  | 2019  | 2020  |
| ↘2326 | ↘2293 | ↘2259 | ↘2229 | ↘2178 | ↘2119 | ↘2065 |